# Алатас, Али
Али́ Алата́с (4 ноября 1932, Батавия, Голландская Ост-Индия — 11 декабря 2008, Сингапур) — индонезийский политический деятель, министр иностранных дел Индонезии в 1988–1999.

## Ранние годы жизни
Родился в 1932 году семье арабов, выходцев из Хадрамаута.

## Образование и начало дипломатической карьеры
В 1954 году окончил Академию дипломатической службы. Работал в национальном телеграфном агентстве, в департаменте печати индонезийского МИД. В 1956 году окончил юридический факультет Университета Индонезии. В 1960–1965 годах — сотрудник отдела по вопросам иностранной информации МИД, в 1966–1970 годах — советник посольства Индонезии в США, в 1970–1972 годах — директор отдела информации и культуры МИД. В 1972–1975 годах — секретарь Генерального управления МИД по политическим вопросам, затем начальник Управления кадров МИД. С 1975 по 1978 год — постоянный представитель Индонезии при международных организациях в Женеве. 
В 1978–1982 годах — секретарь вице-президента Индонезии Адама Малика. С 1982 по 1988 год — постоянный представитель Индонезии при ООН в Нью-Йорке.

## На посту министра иностранных дел
В марте 1988 года назначен министром иностранных дел Индонезии . При активном участии Алатаса был составлен Устав АСЕАН.
Сыграл большую роль в работе Международной конференции по Камбодже в Париже, состоявшейся в 1991 году, на которой была достигнута договорённость о прекращении военных действий между правительством Камбоджи и «красными кхмерами»".
В 1991 году в городе Санта-Круз на Восточном Тиморе, который в то время входил в состав Индонезии, произошли массовые антииндонезийские демонстрации, подавленные правительственными силами. Позже общественное мнение стран Запада не раз обвиняло Алатаса, бывшего сторонником сохранения Восточного Тимора в составе Индонезии, в нарушении права жителей этой территории на самоопределение и в массовых репрессиях против сторонников независимости.
В 1996 году был посредником на переговорах между правительством Филиппин и повстанцами.
С 2003 года — специальный представитель ООН по ситуации в Мьянме. Затем некоторое время занимал пост председателя Президентского консультативного совета (индон. Dewan Pertimbangan Presiden) в администрации президента Сусило Бамбанга Юдойоно.
11 декабря 2008 года в 7 часов 30 минут скончался от сердечного приступа в сингапурской больнице.

## Личная жизнь
Был женат, у него было три дочери — Сорайя Алатас (индон. Soraya Alatas), Надира Алатас Сривиджанарко (индон. Nadira Alatas Sriwijanarko) и Фавзия Алатас-Патомпо (индон. Fawzia Alatas-Patompo)
Fawzia Alatas-Patompo.